# إلوود إنجل
إلوود إنجل (بالإنجليزية: Elwood Engel)‏ هو مصمم سيارات أمريكي، ولد في 10 فبراير 1917 في نيوآرك في الولايات المتحدة، وتوفي في 24 يونيو 1986 بسبب سرطان.